# Stazione meteorologica di Cottede
La stazione meteorologica di Cottede, attiva dal 1937, è la stazione meteorologica di riferimento relativa all'omonima località dell'Appennino Tosco-Emiliano in prossimità del confine regionale tra Emilia-Romagna e Toscana, del confine provinciale tra la provincia di Bologna e la provincia di Prato e del confine comunale tra Castiglione dei Pepoli e Vernio.

## Caratteristiche
La stazione meteorologica, è situata nell'Italia Centrale, tra Emilia-Romagna e Toscana, tra i comuni di Castiglione dei Pepoli e Vernio, in prossimità delle rive del Lago delle Cottede, a 794 metri s.l.m. e alle coordinate geografiche 44°06′35″N 11°10′10″E.
La stazione pluviometrica, attivata nel 1937, è stata munita anche di sensore termometrico in capannina a partire dal 22 marzo 1938 ed è stata gestita fin dalla sua attivazione dal Compartimento di Bologna del Servizio Idrografico e Mareografico Nazionale per poi passare sotto la gestione del Servizio Idrometeorologico dell'ARPA Emilia-Romagna dopo il passaggio di competenze alle regioni.
Attualmente è attiva come stazione automatica equipaggiata di termometro e pluviometro; i dati rilevati sono forniti anche al Servizio Idrologico Regionale della Toscana.

## Dati climatologici 1961-1990
In base alla media trentennale 1961-1990, la temperatura media del mese più freddo, gennaio è di +1,7 °C, mentre la temperatura media del mese più caldo, luglio è di +19,6 °C; mediamente si contano annualmente 71,5 giorni di gelo e 15,4 giorni di ghiaccio. Le precipitazioni medie annue, sono di 1 545,7 mm e presentano un minimo relativo in estate e picchi quasi identici in autunno e in inverno, oltre a valori elevati anche in primavera.
| Cottede (1961-1990)              | Mesi  | Mesi  | Mesi  | Mesi  | Mesi  | Mesi | Mesi | Mesi | Mesi  | Mesi  | Mesi  | Mesi  | Stagioni | Stagioni | Stagioni | Stagioni | Anno    |
| Cottede (1961-1990)              | Gen   | Feb   | Mar   | Apr   | Mag   | Giu  | Lug  | Ago  | Set   | Ott   | Nov   | Dic   | Inv      | Pri      | Est      | Aut      | Anno    |
| -------------------------------- | ----- | ----- | ----- | ----- | ----- | ---- | ---- | ---- | ----- | ----- | ----- | ----- | -------- | -------- | -------- | -------- | ------- |
| T. max. media (°C)               | 4,5   | 5,6   | 8,4   | 12,5  | 17,2  | 20,8 | 24,9 | 24,8 | 20,9  | 15,5  | 9,3   | 5,4   | 5,2      | 12,7     | 23,5     | 15,2     | 14,2    |
| T. media (°C)                    | 1,7   | 2,4   | 4,9   | 8,5   | 12,8  | 16,2 | 19,6 | 19,5 | 16,2  | 11,6  | 6,3   | 2,6   | 2,2      | 8,7      | 18,4     | 11,4     | 10,2    |
| T. min. media (°C)               | −1,1  | −0,7  | 1,4   | 4,4   | 8,3   | 11,5 | 14,2 | 14,2 | 11,5  | 7,7   | 3,3   | −0,1  | −0,6     | 4,7      | 13,3     | 7,5      | 6,2     |
| Giorni di gelo (Tmin ≤ 0 °C)     | 18,8  | 15,2  | 10,9  | 3,0   | 0,2   | 0,0  | 0,0  | 0,0  | 0,0   | 0,7   | 6,4   | 16,3  | 50,3     | 14,1     | 0,0      | 7,1      | 71,5    |
| Giorni di ghiaccio (Tmax ≤ 0 °C) | 5,3   | 3,4   | 1,7   | 0,0   | 0,0   | 0,0  | 0,0  | 0,0  | 0,0   | 0,0   | 0,9   | 4,1   | 12,8     | 1,7      | 0,0      | 0,9      | 15,4    |
| Precipitazioni (mm)              | 160,7 | 132,8 | 155,8 | 135,7 | 101,7 | 85,2 | 52,4 | 76,6 | 108,2 | 157,8 | 204,2 | 174,6 | 468,1    | 393,2    | 214,2    | 470,2    | 1 545,7 |

## Valori estremi

### Temperature estreme mensili dal 1938 a oggi
Di seguito sono riportati i valori estremi mensili delle temperature massime e minime registrate dal 1938 a oggi. La temperatura massima assoluta è stata registrata il 2 agosto 2017 con +37,2 °C, mentre la minima assoluta di -15,3 °C è stata registrata il 6 gennaio 1947 e l'8 gennaio 1985.
| Cottede (1938-2023)   | Mesi         | Mesi         | Mesi         | Mesi        | Mesi        | Mesi        | Mesi        | Mesi        | Mesi        | Mesi        | Mesi         | Mesi         | Stagioni | Stagioni | Stagioni | Stagioni | Anno  |
| Cottede (1938-2023)   | Gen          | Feb          | Mar          | Apr         | Mag         | Giu         | Lug         | Ago         | Set         | Ott         | Nov          | Dic          | Inv      | Pri      | Est      | Aut      | Anno  |
| --------------------- | ------------ | ------------ | ------------ | ----------- | ----------- | ----------- | ----------- | ----------- | ----------- | ----------- | ------------ | ------------ | -------- | -------- | -------- | -------- | ----- |
| T. max. assoluta (°C) | 19,1 (2008)  | 21,0 (1976)  | 23,7 (1976)  | 30,0 (2011) | 31,5 (2009) | 34,3 (2019) | 35,7 (1952) | 37,2 (2017) | 34,1 (1975) | 29,8 (1990) | 24,4 (2015)  | 21,0 (1987)  | 21,0     | 31,5     | 37,2     | 34,1     | 37,2  |
| T. min. assoluta (°C) | −15,3 (1947) | −14,5 (1956) | −12,7 (2005) | −5,6 (1956) | −3,0 (1949) | 2,5 (1953)  | 4,0 (1948)  | 5,4 (1968)  | 3,4 (1939)  | −4,9 (1950) | −10,3 (1971) | −13,3 (1939) | −15,3    | −12,7    | 2,5      | −10,3    | −15,3 |

### Temperature estreme decadali dal 1938 a oggi
Di seguito sono riportate le temperature estreme decadali registrate dal 1938 in poi, con la relativa data in cui si sono verificate.
| Decadi          | Temperature massime assolute e relative date   | Temperature minime assolute e relative date   |
| --------------- | ---------------------------------------------- | --------------------------------------------- |
| 1°-10 gennaio   | +17,8 °C il 10 gennaio 1976                    | -15,3 °C il 6 gennaio 1947 e l'8 gennaio 1985 |
| 11-20 gennaio   | +16,8 °C il 17 gennaio 1947                    | -12,5 °C il 14 gennaio 1968                   |
| 21-31 gennaio   | +19,1 °C il 28 gennaio 2008                    | -13,4 °C il 25 gennaio 1950                   |
| 1°-10 febbraio  | +20,0 °C l'8 febbraio 1939                     | -13,6 °C il 7 febbraio 1991                   |
| 11-20 febbraio  | +20,3 °C il 19 febbraio 1950                   | -14,5 °C il 15 febbraio 1956                  |
| 21-29 febbraio  | +21,0 °C il 29 febbraio 1976                   | -12,5 °C il 28 febbraio 2018                  |
| 1°-10 marzo     | +21,1 °C il 10 marzo 1994                      | -12,7 °C il 1º marzo 2005                     |
| 11-20 marzo     | +22,1 °C l'11 marzo 1994                       | -9,0 °C il 13 marzo 1956                      |
| 21-31 marzo     | +23,7 °C il 31 marzo 1976                      | -7,2 °C il 28 marzo 1993                      |
| 1°-10 aprile    | +30,0 °C il 9 aprile 2011                      | -5,6 °C il 7 aprile 1956                      |
| 11-20 aprile    | +25,0 °C l'11 aprile 2011 e il 18 aprile 2013  | -3,0 °C il 16 aprile 1962                     |
| 21-30 aprile    | +26,8 °C il 22 aprile 1975                     | -3,7 °C il 23 aprile 1967                     |
| 1°-10 maggio    | +28,2 °C il 7 maggio 1976                      | -1,3 °C il 7 maggio 1957                      |
| 11-20 maggio    | +30,9 °C il 20 maggio 1975                     | -3,0 °C il 12 maggio 1949                     |
| 21-31 maggio    | +31,5 °C il 25 maggio 2009                     | +1,7 °C il 26 maggio 1983                     |
| 1°-10 giugno    | +31,1 °C il 10 giugno 2014                     | +2,5 °C il 4 giugno 1953                      |
| 11-20 giugno    | +32,4 °C il 18 giugno 2012                     | +4,2 °C il 17 giugno 1983                     |
| 21-30 giugno    | +34,3 °C il 24 giugno 2019                     | +5,7 °C il 24 giugno 1995                     |
| 1°-10 luglio    | +35,7 °C il 7 luglio 1952                      | +4,0 °C il 6 luglio 1948                      |
| 11-20 luglio    | +34,9 °C il 19 luglio 2007                     | +5,8 °C il 16 luglio 1970                     |
| 21-31 luglio    | +35,5 °C il 22 luglio 2015                     | +5,7 °C il 22 luglio 1968                     |
| 1°-10 agosto    | +37,2 °C il 2 agosto 2017                      | +6,2 °C il 4 agosto 1983                      |
| 11-20 agosto    | +36,1 °C il 12 agosto 2021                     | +5,4 °C il 19 agosto 1968                     |
| 21-31 agosto    | +35,9 °C il 21 agosto 2009 e il 21 agosto 2012 | +6,0 °C il 28 agosto 1969 e il 31 agosto 1995 |
| 1°-10 settembre | +32,5 °C il 2 e il 6 settembre 1949            | +5,2 °C il 5 settembre 2007                   |
| 11-20 settembre | +34,1 °C il 18 settembre 1975                  | +3,5 °C il 13 settembre 1983                  |
| 21-30 settembre | +30,7 °C il 23 settembre 1985                  | +3,4 °C il 29 settembre 1939                  |
| 1°-10 ottobre   | +28,5 °C il 5 ottobre 2011                     | -0,3 °C il 3 ottobre 1974                     |
| 11-20 ottobre   | +29,8 °C il 17 ottobre 1990                    | -1,7 °C il 17 ottobre 1974                    |
| 21-31 ottobre   | +25,2 °C il 27 ottobre 1989                    | -4,9 °C il 29 ottobre 1950                    |
| 1°-10 novembre  | +24,4 °C l'8 novembre 2015                     | -5,0 °C il 4 novembre 1980                    |
| 11-20 novembre  | +20,0 °C il 13 novembre 1948                   | -9,0 °C il 15 novembre 1983                   |
| 21-30 novembre  | +20,0 °C il 22 novembre 1947                   | -10,3 °C il 21 novembre 1971                  |
| 1°-10 dicembre  | +19,8 °C il 6 dicembre 1979                    | -9,4 °C il 4 dicembre 1973                    |
| 11-20 dicembre  | +17,8 °C il 16 dicembre 2013                   | -10,5 °C il 17 dicembre 1940                  |
| 21-31 dicembre  | +21,0 °C il 23 dicembre 1987                   | -13,3 °C il 30 dicembre 1939                  |